# Saiyuki (manga)
Saiyuki (幻想魔伝 最遊記?, Gensōmaden Saiyūki) è un manga scritto e disegnato da Kazuya Minekura, pubblicato dall'editrice Enix sulla rivista Monthly GFantasy per un totale di 55 capitoli, serializzati da marzo 1997 a dicembre 2001, raccolti in seguito in nove tankōbon e distribuiti dal 25 ottobre 1997 al 27 febbraio 2002. In Italia il manga è edito da Dynit, che ne ha iniziato la pubblicazione dal 15 aprile 2004 al 27 luglio 2005, sempre in nove volumi, con periodicità bimestrale e lettura originale da destra a sinistra.
Saiyuki ha generato una vasta serie di adattamenti e di media derivati, tra cui manga, serie televisive anime, OAV e film d'animazione.
L'opera è un'interpretazione della leggenda dello scimmiotto di pietra Sun Wukong, narrata nel libro Viaggio in Occidente (in giapponese Saiyuki); in questo fumetto vi sono infatti un monaco Sanzo, che equivarrebbe appunto al monaco della storia iniziale; Son Goku, la scimmia protagonista della storia; Sha Gojyo e Cho Hakkai, coloro che accompagnano i due nel loro viaggio e che prendono i ruoli dei due accompagnatori della leggenda originaria (un demone fluviale, dai giapponesi recepito come affine al kappa, ed un maiale). Uno dei kanji che la Minekura usa per scrivere Saiyuki (最遊記?) è diverso da quello usato per Viaggio in Occidente (西遊記?), e, con un gioco di parole, potrebbe essere tradotto "La leggenda del demone dell'illusione" oppure "La scimmia è intelligente", o ancora "Cronache del viaggio per eccellenza".

## Trama

### Manga

#### Saiyuki
La storia ruota tutta attorno al passato dei quattro personaggi, alla ricerca dei sutra (dei testi sacri che conservano l'origine del mondo) ed a questo viaggio verso ovest per fermare la resurrezione del potente re dei demoni sigillato 500 anni prima dagli dei: Gyumaoh.
È proprio per impedire questo evento che i quattro partono alla volta del castello di Houtou nel Tenjiku, che si trova ad ovest; in tutto il territorio però i demoni sono impazziti (un misterioso effetto collaterale causato dagli esperimenti di resurrezione tentati dai seguaci di Gyumaoh), diventando degli esseri sanguinari e senza scrupoli; così Sanzo, Hakkai, Goku e Gojyo cominciano a scontrarsi a poco a poco con demoni molto potenti tra cui spicca il principe Kougaiji, uno dei nemici principali dei quattro che è al servizio di Gyokumen koushu, colei che vuole fare resuscitare Gyumaoh. Kougaiji si sposta molto più velocemente dei protagonisti grazie all'utilizzo di grandi draghi volanti ed è affiancato da tre fedeli demoni: la sua esuberante sorella minore Lirin, una bella alchimista, Yaone, ed il fratello di Gojyo, Dokugakuji (a suo tempo Sha Jien).
La prima serie animata segue fedelmente il manga fino al 7 volume, poi prende una piega diversa. Nel manga, infatti, i saiyuki boys si scontrano prima con i gemelli Ginkaku e Kinkaku e poi con Kamisama, subordinato di Nii-jieni (il dottore direttamente impegnato nella resurrezione di Gyumaoh). Queste parti sono invece presenti nella seconda serie.
Nella prima serie, invece, fa la sua comparsa il principe Dio della guerra, Homura Taishi (succeduto a Nataku Taishi, il Dio che aveva sigillato Gyoumaoh), che cerca di servirsi di Son Goku per creare un nuovo mondo, privo di tabù.

#### Saiyuki Gaiden
Saiyuki Gaiden  (最遊記外伝?, Saiyūki gaiden) pubblicata inizialmente da Enix sempre sulla rivista Monthly G-Fantasy da giugno 1999 a febbraio 2003, è poi passata alla casa editrice Ichijinsha sulla rivista Comic Zero Sum Ward dal novembre 2003 all'agosto 2009, con periodicità saltuaria, nel quale ha subito un'interruzione nel 2004 per poi essere ripresa dal 18 maggio 2005. Conta un totale di 33 capitoli raccolti in quattro volumi distribuiti dal 25 dicembre 2000 al 2009. In Italia è stata pubblicata da Dynit dal 14 luglio 2010 al 6 ottobre dello stesso anno.

Copertina del primo numero dell'edizione italiana di Gaiden

È un prequel di Gensomaden Saiyuki: presenta sotto-storie come il gaiden ovvero il mondo delle divinità 500 anni prima del viaggio ad ovest. Il collegamento è dato dal fatto che, come si vede nell'anime solo dopo la comparsa di Homura (flashback non presente nel manga), Sanzo, Gojyo e Hakkai sono le reincarnazioni di tre dèi, ovvero Konzen Doji, Kenren Taisho e Tenpou Gensui; mentre Goku era già presente fin da allora: infatti il ragazzo ha più di 500 anni, di cui la gran parte trascorsa rinchiuso nella montagna da cui Sanzo lo ha liberato. Nessuno di loro ricorda assolutamente niente di questo passato, che a poco a poco ci verrà presentato. Anche questa saga è piena di colpi di scena come di scene comiche e a volte di profonda saggezza.

#### Saiyuki Reload
Saiyuki Reload  (最遊記RELOAD?, Saiyūki RELOAD) pubblicata dalla casa editrice Ichijinsha sulla rivista Monthly Comic Zero Sum', dal maggio 2002 a giugno 2006, per un totale di 49 capitoli e raccolti in 10 volumi dal 25 luglio 2002 a giugno 2006. In Italia è stata pubblicata da Dynit sulla collana Grimoire dal 19 aprile 2006 al 16 giugno 2010 con stesso numero di volumi e lettura originale.
È sequel diretto della prima serie. Gensomaden e Reload sono stati aggiunti solo perché la mangaka aveva cambiato testata di pubblicazione. In Reload continuano le avventure dei protagonisti e del gruppo del principe Kougaiji con l'introduzione di un nuovo personaggio: il vescovo Hazel Glosse, che conosce molto bene l'ambiguo dottore Nii-jieni (l'unico umano presente nel Tenjiku, la terra ad ovest dove vivono i demoni e dove si effettuano gli esperimenti per la resurrezione di Gyumaoh, nonché custode di un altro sutra, il Muten Kyomon), e il suo subordinato Gato.

#### Saiyuki Reload Blast
Saiyuki Reload Blast  (最遊記RELOAD BLAST?, Saiyūki RELOAD BLAST) è in fase di serializzazione su Monthly Comic Zero Sum dalla fine del 2009. La serializzazione ha subito delle interruzioni a causa dei gravi problemi di salute dell'autrice. È edito in Italia da Dynit, dal 16 novembre 2013.

#### Saiyuki Ibun
Saiyuki Ibun  (最遊記異聞?, Saiyūki ibun), attualmente in fase di serializzazione sulla rivista Zero Sum Ward di Ichijinsha nella quale ha esordito sul numero 11, a partire dal 2009 dopo Reload Blast. Segue le vicende del giovane Komyo prima che gli venga assegnato il titolo di "Sanzo". La serializzazione, proprio come Reload Blast, ha subito delle interruzioni a causa dei gravi problemi di salute dell'autrice. È edito in Italia da Dynit dal 16 novembre 2013.

## Anime

### Serie TV
Di Saiyuki sono state create, da Pierrot, tre serie TV per un totale di 101 episodi, di cui solo la prima, che ne comprende 50, è stata trasmessa e distribuita in Italia. Fanno seguito una serie OAV di tre episodi, un film OAV, ed un lungometraggio d'animazione. La seconda e la terza serie hanno un differente regista, character design e compositore delle musiche, rispetto alla prima. Si aggiungono inoltre 2 OAV prodotti in precedenza da Tokyo Kids e una serie OAV di tre episodi prodotta nel 2011 da Anpro. Un adattamento anime di 12 episodi del manga Sayuki Reload Blast, prodotto da Platinum Vision e diretto da Hideaki Nakano, ha iniziato la messa in onda in Giappone il 5 luglio 2017.

#### Saiyuki - La leggenda del demone dell'illusione
Saiyuki - La leggenda del demone dell'illusione  (幻想魔伝 最遊記?, Gensōmaden Saiyūki) andata in onda in Giappone su Tv Tokyo dal 4 aprile 2000 al 27 marzo 2001, diretta da Hayato Date, e composta da 50 episodi. È stata interamente trasmessa su MTV Italia dal 1º ottobre 2002 al 7 ottobre 2003 e successivamente riproposta in replica più di una volta. È passata anche in alcuni canali satellitari; su GXT dal 2005 e su Cooltoon dal 2008.
È stata pubblicata in Italia in DVD da Dynamic Italia dal 1º ottobre 2002 fino al 21 luglio 2004 per un totale di 10 uscite, e in seguito raccolta in due cofanetti con il titolo Saiyuki The Complete Series, usciti rispettivamente il 20 febbraio ed il 24 aprile 2007.
Saiyuki - La leggenda del demone dell'illusione, comprende due archi narrativi, delle quali la prima raccoglie i volumi da 1 a 7, mentre la seconda narra appunto del Principe-Dio della Guerra, che nel manga non compare, e ne rappresenta perciò una parte originale dell'anime. Gli episodi 40-41 sono tratti da Saiyuki Gaiden.
La seconda parte del titolo italiano "La leggenda del demone dell'illusione" è la traduzione di Gensomaden; Gensō (illusione) Ma (demone) Den (leggenda).

#### Saiyuki Reload
Saiyuki Reload  (最遊記 RELOAD?, Saiyūki RELOAD) andata in onda dal 2 ottobre 2003 al 25 marzo 2004 su Tv Tokyo, diretta da Tetsuya Endo, e composta da 25 episodi. È attualmente inedita in Italia.
Lo svolgimento della storia raccoglie i volumi da 7 a 9 di Saiyuki Gensomaden e i primi quattro volumi del Reload.

#### Saiyuki Reload Gunlock
Saiyuki Reload Gunlock  (最遊記 RELOAD GUNLOCK?, Saiyūki RELOAD GUNLOCK) andata in onda dal 1º aprile 2004 al 23 settembre 2004 su Tv Tokyo, diretta da Tetsuya Endo, e composta da 26 puntate. È inedita in Italia.
Raccoglie i volumi del Reload da 4 a 5, e poi prende una piega totalmente diversa. Infatti in Giappone la saga 'Even a worm' nella quale compare Hazel non è ancora conclusa.
Inoltre di Saiyuki esistono anche 24 urasai di natura comica della durata di 40-50 secondi l'uno. Urasai vuol dire letteralmente 'L'altra faccia di Saiyuki', e mostra appunto il modo di comportarsi dei protagonisti quando non sono impegnati a combattere i youkai/demoni.

#### Saiyuki Reload Blast
Saiyuki Reload Blast  (最遊記RELOAD BLAST?, Saiyūki RELOAD BLAST) è andata in onda dal 5 luglio 2017 al 20 settembre 2017 su AT-X e Tokyo MX, diretta da Hideaki Nakano e composta da 12 puntate. Differentemente dalle serie televisive precedenti questa è realizzata da Platinum Vision piuttosto che da Studio Pierrot. In tutto il mondo, ad eccezione dell'Asia, gli episodi sono stati trasmessi in streaming in simulcast, anche coi sottotitoli in lingua italiana, da Crunchyroll.

#### Saiyuki Reload Zeroin
Saiyuki Reload Zeroin, andato in onda dal gennaio 2022, è una serie di tredici episodi considerata un remake dell'ultimo arco narrativo di Saiyuki Reload Gunlock, da cui differisce nell'essere molto più fedele al manga.

### Film e OAV

#### Saiyūki(OAV)
Saiyūki  (最遊記?) è una serie OAV di due puntate prodotta da Tokyo Kids, diretta da Takashi Sogabe con la supervisione dell'autrice, distribuiti in Giappone il 23 aprile 1999 e il 27 agosto 1999, e rappresenta la prima trasposizione animata del manga. Da non confondere con le serie TV, i film o gli OAV prodotti in seguito da Pierrot, inoltre questi due OAV non sono collegati con essi. Il cast dei doppiatori originali è differente dalle trasposizioni animate successive ad eccezione della voce di Cho Hakkai. È inedita al di fuori del Giappone.

#### Saiyuki Requiem
Saiyuki Requiem  (幻想魔伝 最遊記 Requiem 選ばれざる者への鎮魂歌?, Gensōmaden Saiyūki: Requiem - Erabarezaru mono e no chinkonka) è un film d'animazione proiettato il 18 agosto 2001, diretto da Hayato Date, creato dopo la prima serie dell'anime. Il film racconta una "tappa" nel viaggio verso Ovest dei quattro protagonisti.
È l'unico film dopo la prima serie ad essere stato doppiato in italiano. Saiyuki Requiem è edito nel 2005 in Italia da parte di Kazé e non da Dynamic Italia (casa editrice della prima serie), che ripristinò solo parzialmente il cast delle voci. Dei protagonisti solo Sanzo ha mantenuto la voce della prima edizione (Andrea Ward), per i secondari Lirin e pochi altri.

#### Gensōmaden Saiyūki: Kibō no zaika
Gensōmaden Saiyūki: Kibō no zaika  (幻想魔伝 最遊記 ―希望の罪過―? lett. "Reato di speranza") è un OAV uscito il 19 settembre 2002, tratto da un videogioco interattivo. È inedito in Italia.
Una luce misteriosa scende dal cielo: è la Perla di Giada, con la quale si può realizzare qualunque desiderio. Il Dr. Ni ne parla a Gyokumen Koushu, Lirin ascolta e lo racconta a Kougaiji, e poi a Kanzeon Bosatsu, che perciò impartisce a Sanzo e compagnia di andarla a trovare, e di sigillarla prima che cada nelle mani sbagliate.

#### Saiyuki Reload -burial-
Saiyuki Reload -burial-  (最遊記 RELOAD - burial?, Saiyūki RELOAD -burial-) è una serie OAV di tre episodi dalla durata di 43 minuti il primo, 26 il secondo e 31 il terzo, diretta da Koichi Ohata e distribuiti nel Sol Levante dal 27 aprile 2007 al 26 dicembre 2007. Gli OAV sono inediti in Italia.
Ambientato nel passato rispetto a Gensomaden Saiyuki, descrive la vita dei quattro protagonisti prima della loro formazione ed il loro viaggio ad ovest.

#### Saiyuki Gaiden(OAV)
Saiyūki Gaiden  (最遊記外伝?) è una recente trasposizione animata dell'omonimo manga in una serie OAV di tre episodi, diretta da Naoyuki Kuzuya e prodotta dallo studio Anpro; il primo, di cui è stato mostrato anche un breve preview, è uscito il 25 marzo 2011 e gode di una illustrazione della Cover e di un Drama CD ad opera della stessa autrice Kazuya Minekura. Il terzo e ultimo OAV è uscito il 25 novembre 2011.

## Musica

### Sigle delle serie TV
Gensomaden Saiyuki è composto da due sigle d'apertura, e due di chiusura:
- Opening 1: For Real cantata da Hidenori Tokuyama.
- Opening 2: Still Time cantata da Hidenori Tokuyama.
- Ending 1: Tightrope cantata da Charcoal Filter.
- Ending 2: Alone cantata da Mikuni Shimokawa.

Saiyuki Reload è composto da una sigla d'apertura e due di chiusura:
- Opening: Wild Rock cantata da BUZZLIP.
- Ending 1: ID cantata da flow-war (ep.01-13).
- Ending 2: Fukisusabu Kaze no Naka de cantata da WAG (ep.14-25).

Saiyuki Reload Gunlock è composto da una sigla d'apertura e due di chiusura:
- Opening: Don't look back again cantata da WAG.
- Ending 1: Mitsumeteitai cantata da flow-war.
- Ending 2: Shiro no Jumon cantata da Doa.

Saiyuki Reload Blast è composto da una sigla d'apertura ed una di chiusura:
- Opening: Move on! Ibaramichi cantata da Granrodeo.
- Ending: Refrain cantata da Luck Life.

Saiyuki Reload Zeroin è composto da una sigla d'apertura ed una di chiusura:
- Opening: Kami Mo Hotoke Mo cantata da Granrodeo.
- Ending: Ruten cantata da Shugo Nakamura.

### Sigle di film e OAV
Il film Saiyuki Requiem è composto da una sola ending:
- Ending: Tightrope cantata da Tetsu 69.

Gli OAV di Saiyuki del 1999 sono composti da una sola sigla d'apertura:
- Opening: Shangri-la cantata da Kikuchi Takashi.

Gli episodi OAV di Saiyuki Reload Burial sono composti da una sigla d'apertura ed una di chiusura:
- Opening: Late-Show cantata da GARDEN.
- Ending: shiny moon cantata dai doppiatori originali di Sanzo, Gojo e Goku; Toshihiko Seki, Soichiro Hoshi & Hiroaki Hirata.

Gli episodi OAV di Saiyuki Gaiden sono composti da una sigla d'apertura ed una di chiusura:
- Opening: Sakura no Kinoshita cantata da Kokia.
- Ending: Hikari no Kata e cantata da KOKIA.

## Personaggi principali
I personaggi del manga si scostano fortemente dalla leggenda (tra parentesi i doppiatori originali e italiani dell'adattamento in anime).

### Genjo Sanzo Hoshi
Genjo Sanzo Hoshi
(Toshihiko Seki / Andrea Ward)
È un monaco di 23 anni tutt'altro che tradizionale, infatti ha molti vizi come il fumo e l'alcool, un carattere irascibile e superbo e soprattutto una strana inclinazione ad agitare a destra e manca la pistola, minacciando tutto e tutti. Reduce da un passato burrascoso (è stato abbandonato nelle acque di un fiume appena nato, e sarebbe morto se non fosse stato trovato da Koumyou Sanzo, il precedente custode di due dei sutra dell'origine celeste dell'universo), prima di diventare custode dei sutra il suo nome era Koryu. Dopo la morte del suo maestro, la persona a lui più cara, è diventato disilluso, freddo e cinico, un uomo che dà poca importanza alla sua carica. Anche prima della morte del suo maestro, Koryu non era comunque una persona allegra né credente: per sua stessa ammissione credeva solo in se stesso e si fidava soltanto del suo maestro. Non era infatti ben considerato all'interno del tempio dagli altri monaci, i quali non mancavano di sparlare alle sue spalle sin da quando era piccolo per via del suo essere l'allievo preferito di Koumyou, confondendo la sua indifferenza con l'arroganza. A questo si aggiunge il senso di paura che sapeva incutere negli altri nei momenti di tensione, al punto che con un solo sguardo riuscì a comandare ad un orso infuriato e affamato di andarsene, facendo cessare la sua furia nei confronti degli altri bonzi. L'unica altra persona che rispettava nel tempio era Shuei, il quale a differenza degli altri diceva apertamente ciò che pensava e che lo trattava bene. Koryu è il custode di due sutra, il Seiten e il Maiten Kyomon, il primo dei quali è stato sottratto da dei demoni che attaccarono il tempio uccidendo Koumyou Sanzo, che si sacrificò per proteggere il Maiten Kyomon e la vita di Koryu, non prima di averlo nominato suo successore e avergli dato il suo ufficiale nome buddhista: Genjo Sanzo. Il giorno seguente, il giovane Sanzo lasciò il tempio insieme al Maiten Kyomon con la missione di recuperare il Seiten sia per vendetta che per riprendersi il sutra che gli spetta di diritto.
Nella vita nel Tenkai, il Regno celeste, era Konzen Douji, un nobiluomo, nipote di Kanzeon Bosatsu. Amico di Tempou e Kenren, era il custode di Goku, ed era stato lui a dargli il nome. "Genjo" è la traduzione in giapponese di Xuánzàng; "Sanzo" la traduzione in giapponese di Sanzang; "Hōshi" (法師?, letteralmente "maestro del Dharma") è il nome con cui si indicava un monaco buddhista itinerante. Come armi utilizza una shoreijyu (pistola con proiettili ricavati da un cristallo molto particolare in grado di uccidere i demoni), il Maiten Kyomon (sutra del cielo demoniaco) e un harisen (ventaglio usato per picchiare Goku). Oltre a questo, Sanzo è dotato di una grande forza fisica, tale da permettergli di atterrare un demone con un pugno, di grande abilità marziale e poteri spirituali, sin da piccolo era infatti già superiore alla maggior parte dei bonzi guerrieri del tempio.

### Son Goku
Son Goku
(Soichiro Hoshi / Simone Crisari)
Un ragazzo di 18 anni allegro e vivace, che lotta per proteggere le persone a lui care. Sempre affamato, ha molta fiducia nelle persone nonostante la sua storia sia stata travagliata. Infatti è stato rinchiuso nel monte Gogyo in seguito ad una colpa della quale si era macchiato 500 anni prima nel Tenkai, e vi era rimasto fino a quando Genjo Sanzo non lo aveva liberato, Sanzo sospetta che Goku sia costantemente affamato a causa dei 500 anni trascorsi senza mangiare nulla. Son Goku è un essere eretico, in quanto ha avuto origine dalla terra stessa, per cui non può essere considerato né un umano, né un demone e né una divinità, ma in sé custodisce poteri demoniaci tanto elevati da esser pari in potere agli stessi dèi che lo temono. Alcuni umani che conoscono la sua vera identità lo hanno definito "Immortale" dato che è in grado di trarre forza e governare sia il cielo che la terra nella forma del Seiten Taisei. Combatte a mani nude o con il suo bastone allungabile che può essere diviso nei sansetsukon tenuti insieme da una catena, Nyoibo, ha sulla testa una sorta di "corona" che in realtà è un dispositivo di controllo che serve a limitare i suoi enormi poteri; in caso se lo tolga, diventa il Seiten Taisei (il Grande Saggio Pari al cielo), e il suo aspetto diventa leggermente più animalesco, la sua forza aumenta a dismisura e perde il controllo di sé stesso, arrivando a colpire anche i suoi compagni di viaggio. Il suo dispositivo di controllo è speciale, infatti può essere creato solo col potere di un dio, ragion per cui solo le divinità e i monaci buddhisti scelti dal cielo, vale a dire Sanzo e gli altri tre custodi dei sutra, sono in grado di crearlo. È l'unico del gruppo a non essere stato reincarnato, infatti è rimasto vivo per tutti i 500 anni di prigionia senza mai invecchiare, probabilmente perché immortale allo scorrere del tempo essendo un essere eretico, ma ha perso tutti i ricordi del passato. Nel Tenkai era stato affidato a Konzen da Kanzeon Bosatsu perché, a causa della sua natura e del suo potere, venne ritenuto pericoloso lasciarlo libero nel mondo terrestre. Strinse amicizia anche con Tenpou e Kenren, anche se il suo punto di riferimento rimarrà sempre Konzen.

### Sha Gojyo
Sha Gojyo
(Hiroaki Hirata / Massimo De Ambrosis)
È un mezzo-demone kappa di 22 anni sempre disprezzato da tutti per questa sua natura (riconoscibile dalla concomitanza di occhi e capelli rossi), è un libertino che tende ad andare dietro a qualsiasi bella donna (in esse ricerca l'affetto che non ha mai avuto dalla madre), inoltre si guadagna da vivere col gioco d'azzardo (probabilmente barando), nonostante tutto però è molto affidabile e responsabile. Sul viso ha dei graffi causati dalla sua matrigna.
Ha un fratello, Sha Jien (ora Dokugakuji, sottoposto del principe Kougaiji) che a differenza di lui è un demone completo. Infatti Gojyo è nato da una relazione extraconiugale, poiché suo padre si era innamorato di un essere umano. Per poter celebrare il loro amore, i genitori di Gojyo si erano tolti la vita e la sua matrigna, madre di Jien, aveva cercato di prendersi cura del suo figliastro; ma a lungo andare aveva perso la ragione e aveva cercato di uccidere Gojyo con un'ascia, ma era intervenuto Jien che aveva ucciso la madre, e poi era scomparso a sua volta, accusato di omicidio. Gojyo è un combattente eccellente, soprattutto grazie alla sua forma fisica invidiabile, in particolare negli scontri corpo a corpo. Altre volte usa la Shakujo, un'alabarda di ferro con una lama a mezzaluna, collegata al resto della struttura per mezzo di una catena. Nella sua vita precedente, nel Tenkai, era Kenren Taishou, capitano di un corpo d'armata delle guardie armate della divisione Ovest e grande amico e sottoposto di Tempou, oltre che del piccolo Goku. Ha invece un pessimo rapporto con Konzen, anche se non manca mai di aiutarlo se in difficoltà. È un  accanito fumatore.

### Cho Hakkai
Cho Hakkai
(Akira Ishida / Patrizio Prata)
Un uomo di 22 anni (precedentemente conosciuto come Cho Gono) diventato demone dopo aver ucciso 1000 demoni (una tribù di demoni corvo e una di demoni Centopiedi), per poter salvare la donna che amava, Kanan, che in realtà era sua sorella gemella separata alla nascita. Infatti Gonou era vissuto in orfanotrofio fino alla maggiore età, quando aveva preso la licenza di maestro e aveva cominciato ad insegnare alla scuola elementare del suo villaggio, e lì aveva conosciuto Kanan. Scoprono quasi subito di essere fratello e sorella, ma decidono comunque di vivere insieme. Kanan, però, aveva attirato gli sguardi di Hyakuganmaoh, un demone centopiedi sempre alla ricerca di donne con cui divertirsi, che l'aveva rapita, violentata e messa incinta. Dopo esser tornato a casa seppe dai cittadini del villaggio che Kanan fosse stata offerta da loro al demone per avere salva la vita, asserendo che non avendo genitori né famiglia fosse la più sacrificabile. Gono, che era sempre stato un uomo mite e pacifico, fu colto dalla collera più assoluta e massacrò per primi proprio gli abitanti del villaggio che avevano usato Kanan per salvarsi, dopodiché fece strage dei demoni corvo, cui strappò gli occhi, e centopiedi, incluso Hyakuganmaoh stesso, per poi trovare Kanan in cella. Inutili gli sforzi di Gonou per salvarla: infatti la donna, non potendo accettare di avere dentro di sé il figlio di un mostro che aveva abusato di lei, si toglie la vita davanti a lui col suo stesso coltello. Gono venne travolto dal dolore, prima di essere aggredito dall'ultimo sopravvissuto della tribù: Chin Yisou, uno dei figli di Hyakuganmaoh. Questi lo ferì gravemente allo stomaco e derise gli sforzi inutili di Gono. Decise poi, per curiosità, di provare a vedere se la leggenda sulla trasformazione di uomo in demone, facendosi un taglio e facendo cadere il suo sangue nella ferita di Gono. Per sua sfortuna, però, Yisou era davvero il millesimo demone, al che Gono si trasformò davvero e lo uccise brutalmente, prima di scappare per cercare di guarire. Tempo dopo incontrò Gojyo, Sanzo e Goku, ma fuggì per cercare di realizzare il suo ultimo scopo: recuperare il corpo di Kanan e morire accanto a lei. L'ultimo sopravvissuto dei demoni corvo lo assalì dicendo di volersi vendicare, ma Gono rispose di essere pronto a dargli i suoi occhi, così da pareggiare i conti. Dopo aver gettato l'occhio destro ai suoi piedi si apprestò a togliersi il sinistro, ma Goku glielo impedì. Dopo aver ucciso il demone corvo, Gono scopre che il castello di Hyakuganmaoh è stato dato alle fiamme e con esso il corpo di Kanan, facendolo sentire come se non fosse riuscito a salvarla per due volte. Alla preghiera e alle parole di Sanzo, un inno alla vita, Gono ritrovò in sé il desiderio di vivere e, grazie all'intercessione di Sanzo (mandato con Goku a catturarlo in quanto pluriomicida), a Gono fu data la possibilità di ricominciare da capo cambiando il proprio nome, divenendo così Cho Hakkai.
Hakkai è un uomo sorridente e gentile. Ha tre orecchini su un orecchio che fungono da dispositivo di controllo, e senza di essi, diventa un demone completo, sprigionando così molta più potenza. Combatte usando le arti marziali che potenzia con l'uso del ki per generare barriere e attacchi a distanza, oltre che a scopi curativi. Hakkai va d'accordo con le altre persone grazie alla sua affabilità e, nonostante le apparenze, è estremamente abile e fortunato nel gioco d'azzardo e ha un'incredibile resistenza all'alcol, tanto che nemmeno Sanzo e Gojyo, grandi bevitori a loro volta, sono lontanamente paragonabili a lui (in una gara di bevute, i due svennero mentre Hakkai era ancora perfettamente sobrio). Nella sua vita precedente era Tenpou Gensui, generale delle armate della divisione ovest, amico di Kenren e Konzen, e successivamente anche del piccolo Goku.

#### Hakuryu
(Monica Bertolotti)
I quattro viaggiano in compagnia di un piccolo draghetto bianco, Hakuryu (haku = bianco, ryu = drago), Jeep nella versione cartacea, che altri non è che la reincarnazione di Goujin, Re dragone dei regni marini dell'ovest. È capace di trasformarsi in una jeep verde e trasportare tutti e quattro i protagonisti.
È il fedele animale domestico di Hakkai e risponde principalmente a lui (solitamente si posa sulla sua spalla e lui sembra riuscire a parlare), anche se in varie occasioni aiuta anche gli altri protagonisti di sua iniziativa. È in grado di sputare fuoco, che può utilizzare per rafforzare le barriere di ki di Hakkai.